# Анисівська сільська рада
Ани́сівська сільська́ ра́да — орган місцевого самоврядування у Чернігівському районі Чернігівської області. Адміністративний центр — село Анисів .

## Загальні відомості
Анисівська сільська рада утворена в 1919 році.
- Територія ради: 74,609 км²
- Населення ради: 1913 особи (станом на 2001 рік)

## Населені пункти
Сільській раді підпорядковані населені пункти:
- с. Анисів
- с. Лукашівка

## Склад ради
Рада складається з 16 депутатів та голови.
- Голова ради: Куча Тетяна Михайлівна
- Секретар ради:

### Керівний склад попередніх скликань
| ПІБ                    | Основні відомості                                                 | Дата обрання | Дата звільнення |
| ---------------------- | ----------------------------------------------------------------- | ------------ | --------------- |
| Лобода Ганна Василівна | Сільський голова, 1957 року народження, освіта вища, позапартійна | 26.03.2006   | 31.10.2010      |
| Лобода Ганна Василівна | Сільський голова, 1957 року народження, освіта вища, позапартійна | 31.10.2010   | 25.03.2014      |
| Куча Тетяна Михайлівна | Сільський голова, 1963 року народження, освіта вища, позапартійна | 26.10.2014   |                 |

Примітка: таблиця складена за даними джерела

### Депутати
За результатами місцевих виборів 2010 року депутатами ради стали:

#### За суб'єктами висування
| Суб'єкт висування | Кількість обраних депутатів | %   |
| ----------------- | --------------------------- | --- |
| Самовисування     | 16                          | 100 |

#### За округами
| № округу | Прізвище, ім'я, по батькові    | Дата визнання обраним | Освіта             | Партійна приналежність             | Відомості про обраного депутата                                |
| -------- | ------------------------------ | --------------------- | ------------------ | ---------------------------------- | -------------------------------------------------------------- |
| 1        | Коробко Михайло Іванович       | 04.11.2010            | середня спеціальна | позапартійний                      | КЕП Чернігівська ТЕЦ ООО «Тернова», охоронець                  |
| 2        | Копалко Петро Васильович       | 04.11.2010            | вища               | позапартійний                      | Анисівська загальноосвітня школа, вчитель                      |
| 3        | Голич Іван Миронович           | 04.11.2010            | середня            | позапартійний                      | Свято-Георгіївська церква, настоятель                          |
| 4        | Герасименко Наталія Олексіївна | 04.11.2010            | середня спеціальна | позапартійна                       | Анисівське відділення зв'язку, листоноша                       |
| 5        | Зібров Ігор Анатолійович       | 04.11.2010            | середня спеціальна | член Народної партії               | Красилівське лісництво, лісник                                 |
| 6        | Каракуль Микола Миколайович    | 04.11.2010            | середня            | член Соціалістичної партії України | пенсіонер                                                      |
| 7        | Чоботок Микола Миколайович     | 04.11.2010            | середня            | позапартійний                      | пенсіонер                                                      |
| 8        | Дергунова Наталія Михайлівна   | 04.11.2010            | середня спеціальна | позапартійна                       | ТОВ «Універсалторг», продавець                                 |
| 9        | Герасименко Людмила Миколаївна | 04.11.2010            | середня спеціальна | позапартійна                       | ПОП ім. Герасименка, економіст                                 |
| 10       | Звонник Анатолій Леонідович    | 04.11.2010            | вища               | позапартійний                      | Анисівська загальноосвітня школа, вчитель                      |
| 11       | Куча Тетяна Михайлівна         | 04.11.2010            | середня спеціальна | позапартійна                       | Анисівська сільська рада, секретар                             |
| 12       | Лугова Олександра Іванівна     | 04.11.2010            | середня спеціальна | позапартійна                       | Управління праці та соцзахисту населення, соціальний працівник |
| 13       | Хромець Надія Борисівна        | 04.11.2010            | середня            | позапартійна                       | Лукашівська сільська бібліотека, бібліотекар                   |
| 14       | Коробка Сергій Іванович        | 04.11.2010            | середня спеціальна | позапартійний                      | сільське фермерське господарство «Роса», директор              |
| 15       | Боярченко Лариса Леонідівна    | 04.11.2010            | вища               | член Партії регіонів               | Лукашівська загальноосвітня школа, вчитель                     |
| 16       | Фурс Наталія Миколаївна        | 04.11.2010            | середня спеціальна | позапартійна                       | Лукашівська ветдільниця, ветлікар                              |